# Nedre Pålaktjärnen
Nedre Pålaktjärnen är en sjö i Piteå kommun i Norrbotten och ingår i Åbyälvens huvudavrinningsområde.